# Halsbandsmetoden
Halsbandsmetoden (engelska necklacing) innebär att man avrättar någon genom att träda ett gummidäck fullt med bensin över armar och bröst på offret för att sedan tända på.

## Historik

### Sydafrika
Halsbandsmetoden började användas i Sydafrika under 1980-talet då ANC-sympatisörer använde sig av avrättningsmetoden för att straffa medlemmar ur de egna leden som ansågs vara polisinformatörer och kollaboratörer med den styrande apartheidregimen. Även om metoden användes av vissa ANC-medlemmar som ett redskap i kampen mot apartheidregimen så tog partiledningen officiellt avstånd från den. 1986 uttryckte sig dock Winnie Mandela, dåvarande fru till den fängslade oppositionsledaren Nelson Mandela, på ett sätt som vida ansågs vara ett godkännande av avrättningsmetoden då hon under ett tal sade "med våra tändsticksaskar och våra halsband ska vi befria det här landet", vilket fick ANC att distansera sig från henne, även om hon senare antog flera officiella positioner inom partiet.

### Haiti
Halsbandsmetoden användes även på Haiti efter störtandet 1986 av landets dåvarande president Jean-Claude "Baby Doc" Duvalier. Offren var individer misstänkta för samröre och maskopi med den gamla regimen.